# Cairo Challenger 2000
Il Cairo Challenger 2000 è stato un torneo di tennis facente parte della categoria ATP Challenger Series nell'ambito dell'ATP Challenger Series 2000. Il torneo si è giocato a Il Cairo in Egitto dal 9 al 15 ottobre 2000 su campi in terra rossa.

## Vincitori

### Singolare
Albert Portas ha battuto in finale  Jiří Vaněk con il punteggio di 7–5, 6–3

### Doppio
Alex López-Moron /  Albert Portas hanno battuto in finale  Petr Kovačka /  Pavel Kudrnáč con il punteggio di 6–4, 6–3